# Delnice
Delnice – miasto w Chorwacji, w żupanii primorsko-gorskiej, siedziba miasta Delnice. W 2011 roku liczyły 4379 mieszkańców.

## Geografia
Delnice leżą w Gorskim kotarze, na wysokości 698 m n.p.m. Przebiegają przez nie linia kolejowa i autostrada Zagrzeb – Rijeka.
Miejscowa gospodarka opiera się na przemyśle budowlanym, drzewnym i spożywczym. Delnice są także ośrodkiem winiarskim i turystycznym (m.in. sporty zimowe).

## Historia
W XVI wieku Delnice zostały opuszczone w związku z najazdami osmańskimi. W XVII wieku miał miejsce napływ ludności z dóbr rodu Zrinskich.
W latach 1803–1811 zbudowano Drogę Lujzinską, co spowodowało ożywienie gospodarcze w mieście. W drugiej połowie XIX wieku Delnice stały się siedzibą kotaru.